# 테라치나
테라치나(이탈리아어: Terracina)는 이탈리아 라치오주 라티나도에 위치한 코무네다.

## 자매 도시
- 독일 바트홈부르크포어데어회에
- 프랑스 카부르
- 스위스 쿠어
- 영국 엑서터
- 라트비아 유르말라
- 오스트리아 Mayrhofen
- 룩셈부르크 Mondorf-les-Bains
- 헝가리 페치
- 러시아 세르기예프포사트

## 지역 출신 유명 인사
- 마르쿠스 파보니우스 (기원전 90–기원전 42년), 로마의 정치가
- 세르비우스 술피키우스 갈바 (기원전 3년- 69년), 로마 황제